# Darya Dadvar
Darya Dadvar (en persan: دريا دادور) est une cantatrice (soprano) et compositrice iranienne qui vit en France à Paris. Son répertoire va de la musique d'opéra, la musique baroque, l'art lyrique contemporain, jusqu'à la musique traditionnelle persane.

## Carrière
Née en Iran à Mashhad, elle grandit à Téhéran, puis part pour la France en 1991, afin d'étudier la musique classique. Elle sort diplômée du conservatoire de musique de Toulouse en juin 1999. Ensuite elle se dirige vers la musique baroque avec un cycle d'études de quatre ans, toujours au conservatoire de Toulouse, et parallèlement obtient un mastère à l'École des beaux-arts de Toulouse.
Elle donne et a donné de nombreux concerts en France, en Allemagne, en Grande-Bretagne, en Suède, au Canada et aux États-Unis, ainsi qu'en Iran. En 2002, elle est invitée à chanter à Téhéran avec l'orchestre symphonique arménien où elle interprète le rôle de Tahmineh dans l'œuvre de Loris Tjeknavorian, inspirée de l'épisode du Shâh Nâmeh, « Rostam et Sohrab ».
Darya Dadvar parle le persan, l'azéri, le français et l'anglais. Elle chante dans ces langues et en plus bien sûr en allemand et en italien, ainsi qu'en arabe, kurde, arménien et certains dialectes d'Iran (gilaki ou mazandarani).